# Papeteries de Condat
Condat (anciennement Papeteries de Condat) est une entreprise française produisant du « papier couché sans bois » utilisé pour l'édition publicitaire, les livres de luxe ou la presse.
Dotée d’une capacité de production de 431 000 tonnes de papier par an, elle compte plus de 500 salariés, constituant ainsi le premier bassin d’emploi de l'arrondissement de Sarlat-la-Canéda.
Condat (comme Cartiere del Garda en Italie et Torraspapel en Espagne) fait partie du groupe Lecta, un groupe européen leader dans la fabrication et la distribution de papiers spéciaux, papier pour l'édition et l'impression commerciale, et d'autres supports d'impression.

## Localisation
L'usine de Condat est située en plein cœur du Périgord, sur les communes du Lardin-Saint-Lazare et de Condat-sur-Vézère.

## Histoire

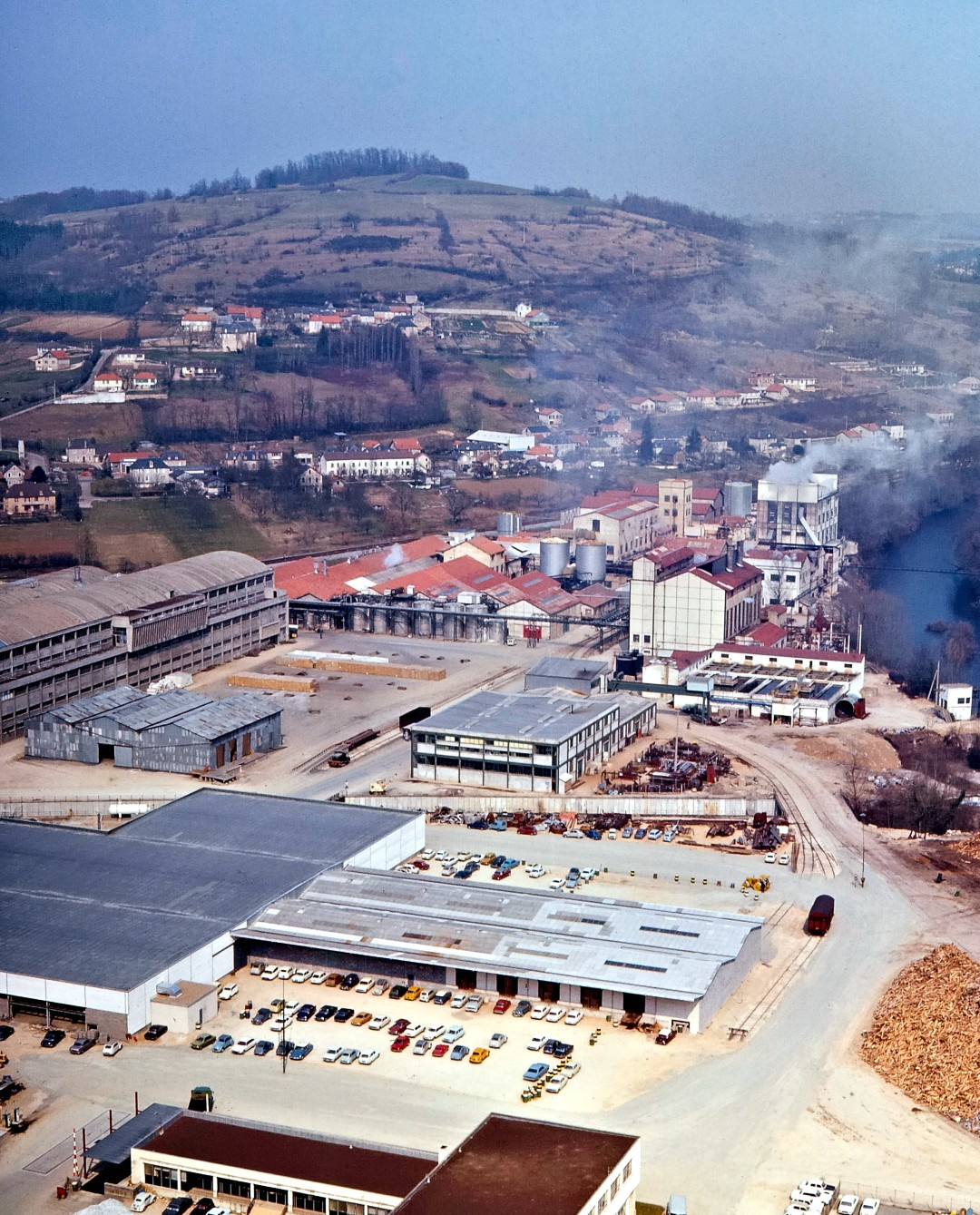
Les Papeteries de Condat en 1973.

L'usine actuelle provient des « établissements Gillet et fils » construits en 1907 au bord de la Vézère au Lardin pour produire des extraits tannants dans l'usine dite « de Condat »,.  Elle portera le nom de Progil (Produits Gillet) jusqu'au début des années 1960.
L'usine est réaménagée en 1923 pour produire une « pâte chimique » de papier à partir de fibres de bois (feuillu), pour en 1931 aussi installer une machine à papier.
En 1962, une société dénommée « Papeteries Condat SA » est créée alors qu'une seconde machine à papier est installée, destinée à produire du papier couché sans bois (papier de marque « Périgord », produit à partir de 1963).
Sept ans après, la papeterie est rachetée par le groupe La Cellulose du pin (construite de 1926 à 1928, et rachetée par Saint-Gobain). En 1988, le site emploie 1 200 personnes. En 1993, la filière du bois étant en crise, 240 emplois sont supprimés. En 1994, le site entre dans le groupe Jefferson Smurfit plc. pour être renommé l'année suivante en Smurfit Condat. Après quatre ans, en novembre 1998, le groupe d’investissement anglo-saxon CVC Capital Partners achète l'usine de Condat à Smurfit, et l'intègre dans un nouveau groupe industriel européen spécialisé dans le papier couché dénommé Lecta. L'usine est renommée « Condat Lecta ».
Dans les années 2000, comme les autres grandes papeteries, l'entreprise améliore encore sa capacité de réponse rapide à des commandes et ses capacités de production en tonnage/jour.
En 2003, une station d'épuration des eaux est construite dans l'usine. Puis en 2004, l'entreprise propose un papier adapté à l'impression numérique et l'année suivante modifie les marques sous lesquelles le papier est vendu, réorientant les ventes sur sa marque d’entreprise Condat. Cette année-là, l'usine est certifiée EMAS (label environnemental européen). Toujours en 2005, une voie ferroviaire est aménagée pour permettre la réception des matières premières et le départ des produits finis directement sur le site, aménagement qui « ne sera presque jamais utilisé ». En 2006, l'usine peut fournir du papier FSC ou PEFC. En 2007, le site n'emploie plus que 690 personnes. En 2009, Condat intègre aussi la certification volontaire Paper Profile.
En 2012, Condat dit avoir réalisé un chiffre d'affaires de 456 millions d'euros (avec une perte 23 millions d'euros), mais en 2013, dans le contexte de la crise dite de 2008, l'entreprise annonce au comité d'entreprise un plan prévoyant la suppression de 139 postes et la fermeture de la ligne de production 6.
Le 9 janvier 2019, la société Condat Holding absorbe la société Condat SAS et prend le nom de Condat. Le siège social se trouve de fait déplacé au Plessis-Robinson.
Début 2021, le site du Lardin-Saint-Lazare qui emploie 420 salariés se modernise : la ligne 6, arrêtée depuis 2013, est démontée et la ligne 8 est adaptée pour permettre à partir de septembre 2021 la fabrication de papier de spécialités, notamment celui des étiquettes dont la demande augmente régulièrement, du fait de la vente en ligne.
Début octobre 2023, un plan de sauvegarde de l'emploi (PSE) est acté qui prévoit la fermeture d'une des deux lignes de production, la no 4 spécialisée dans la fabrication du papier couché deux faces, utilisé par les grandes maisons d'édition, ce qui va se traduire par le licenciement de 174 ou 177 employés sur les 412 existants.

## Groupe Lecta
Condat appartient au groupe Lecta, dont le quartier général opérationnel est en Espagne, et présent dans dix pays, grâce à un réseau composé de bureaux commerciaux, distributeurs propres et sept centres de fabrication (en Espagne, France et Italie).

## Certifications
L'entreprise a obtenu une certification ISO 9001, ISO 14001, ISO 50001, EMAS et OHSAS 18001.
Elle dispose d'une double chaîne de contrôle pour ses pâtes à papiers et papiers lui permettant de fournir à la fois des produits certifiés FSC ou PEFC (depuis mars 2006).
Au cours des dernières années, Lecta auquel appartient Condat a augmenté significativement ses achats de cellulose certifiée, passant de 36 % en 2006 à 72 % en 2014. La cellulose restante provient de sources contrôlées et acceptées par les certifications elles-mêmes.
En 2009, elle a obtenu une déclaration Paper Profile, qui est un système de « déclaration environnementale volontaire » mis au point par de grands groupes producteurs (dont Lecta) présentant différents paramètres dits « environnementaux » du papier produit, pour informer les acheteurs professionnels en gros de papier.

## Centrale solaire thermique
Le 21 juin 2019, la plus grande centrale solaire thermique de France est inaugurée à Condat-sur-Vézère (4 200 m2 de capteurs solaires pour une production de 3 900 MWh/an). Elle a pour but d'alimenter en énergie la papeterie voisine.